# Västra Torup
Västra Torup – miejscowość (tätort) w Szwecji, w regionie administracyjnym (län) Skania, w gminie Hässleholm.
Według danych Szwedzkiego Urzędu Statystycznego liczba ludności wyniosła: 221 (31 grudnia 2018) i 216 (31 grudnia 2019).